# Зебу
Зе́бу (лат. Bos taurus indicus) — підвид домашньої худоби, що походить з Індійського субконтиненту. Зебу дуже добре переносить спекотний клімат, мало сприйнятливий до ряду хвороб, у тому числі і кровопаразитарних захворювань (піроплазмоз) — найбільшої проблеми рогатої худоби в спекотних країнах, і тому їх розводять у багатьох тропічних країнах, як чистого зебу так і гібриди з місцевою худобою. Використовуються як тяглову, молочну і м'ясну худобу, а також для побічних продуктів — шкури і кизу для палива і гною. Від європейської корови зебу відрізняється наявністю на загривку великого горба, іноді опушеної по боках шерстю, і шкірними складками між передніми ногами. Існує два різновиди зебу — азійська короткорога та африканська довгорога. Проте зустрічаються комолі популяції.

## Походження
Нема єдиної думки щодо походження зебу. Частина науковців вважають що зебу походить від бантенга, проте більшість схиляються що від азійської популяції тура. В будь-якому випадку азійська популяція диких турів зникла ще за часів Індської цивілізації.

## Породи
Існує 75 відомих порід зебу, основні:Gir, Guzerat, Канкредж, Indo-Brazilian, Брахман, Nelore, Ongole, Sahiwal, Red Sindhi, Butana, Kenana, Boran, Baggara, Tharparkar, Kangayam, Chinese Southern Yellow, Philippine native.
Породи Санга походять від гібридизації тубільних порід з зебу, це породи:Afrikaner, Red Fulani, ватуссі тощо.
В Індії налічується понад 35 порід зебу, які діляться на 6 груп.
У США, шляхом спарювання зебу з великою рогатою худобою, створені м'ясні породи Санта-гертруда, Біфмастер, Брафордом, Шабр, Брангус та ін.

## Поширення і гібридизація
Зебу були імпортовані до Африки протягом багатьох сотень років, і схрещувалися з місцевою худобою. Генетичний аналіз африканської худоби знайшов вищу концентрацію генів зебу вздовж усього східного узбережжя Африки, з особливо чистою генетичною популяцією худоби на острові Мадагаскар, це означає, що зебу потрапили до Африки або на кораблях або узбережжям (Пакистан, Іран, Південноаравійське узбережжя). Імунітет до чуми великої рогатої худоби підштовхнуло до ще заохочення імпорту зебу до Африки.
Зебу були імпортовані до Бразилії на початку ХХ століття і де відбулося схрещування з Шароле. В результаті гібрид має 63 % генів Шаролє і 37 % зебу, і називається Chanchim, з цього гібриду були виведені індо-бразильські породи: Nelore і Guzerat.
Багато порід в Азії є складною сумішшю зебу і різних биків, на кшталт яка , гаур або бантанг.

## Геральдика
Зебу присутній в гербах міст і держав Африки. Держави, на гербі яких присутня бик Зебу:

Герб Ботсвани
Герб Мадагаскару
Герб Нігеру